# Eumichtis variabile
Eumichtis variabile är en fjärilsart som beskrevs av Stertz 1915. Eumichtis variabile ingår i släktet Eumichtis och familjen nattflyn. Inga underarter finns listade i Catalogue of Life.